# 1955年のラジオ (日本)
1955年のラジオ (日本)では、1955年の日本のラジオ番組、その他ラジオ界の動向について記す。

## 主な番組関連の出来事
- 4月16日 - NHKが、ラジオ第1（左）と第2（右）のモノラル音声2波を使った立体（ステレオ）放送にて初めて、録音ルポルタージュによるドキュメンタリー番組『夜の東京をゆく』を放送[1][2]。
- 4月7日 - ラジオ東京、この日の『イングリッシュ・アワー』にて、前年のNHK東京ラジオ第1放送に続き、NHKの「広帯域放送」に当たる高音質の「ハイファイ放送」を、日本の民放ラジオで初めて開始[注 1][3][4][5]。
- 10月1日 - ラジオ新潟、4時15分より、本社およびスタジオの入居する百貨店屋上から新潟大火の状況を報じるも、火の手が迫り、20分後に放送を中断して退避。約1分後に送信所に置いた仮設スタジオから放送を再開した。その後、本社建物は全焼[6]。このときの報道功績で同局は第4回民放祭番組コンクール「報道活動賞揚（優秀）」を受賞した[7]。
- 10月7日 - ニッポン放送が、富士製鐵の一社提供によるクラシックの音楽番組『フジセイテツコンサート』を放送開始。1970年3月31日に富士製鐵と八幡製鐵が合併し新日本製鐵（現・日本製鉄）となったことに伴い、『新日鉄コンサート』に番組名を改題。2005年3月27日に番組が終了するまで49年半、全2582回放送される長寿番組となった。

## 開局
- 3月10日 - 岐阜放送（現在の岐阜放送とは別法人、1959年にラジオ三重と合併し東海ラジオ放送となった）

## 特別番組

### 4月放送
- 16日 - 立体（ステレオ）放送「夜の東京をゆく」（NHKラジオ第1・第2）[1][2]

### 6月放送
- 20日 - 世紀の5分間 セイロンの日食（NHKラジオ第1）[8]

### 10月放送
- 30日 - 立体（ステレオ）放送 立体放送劇「青の円柱」（芸術祭参加作品）（NHKラジオ第1・第2）[9]

### 11月放送
- 3日 - 立体（ステレオ）放送 立体音楽物語「新しい星の生まれるとき」（芸術祭参加作品）（NHKラジオ第1・第2）[9][10]

### 12月放送
- 31日
  - オールスター歌合戦（ラジオ東京） - テレビと同時放送[11][12]。
  - ゆく年くる年 (民間放送AMラジオ)（民放各局）※翌日（1956年1月1日）まで[11]
  - 立体（ステレオ）放送 「除夜の鐘」（NHKラジオ第1・第2）※翌日（1956年1月1日）まで[11][13]

## 開始番組

### 1955年1月放送開始
NHKラジオ第1放送
- 4日 - 新諸国物語「オテナの塔」

### 1955年2月放送開始
ラジオ福島
- 14日 - 農家の皆さんへ

### 1955年3月放送開始
ラジオ東京
- 開始日不明 - 伸び行く子供たち

### 1955年4月放送開始
NHKラジオ第1放送
- 4日 - 新・家庭読本[8]
- 7日 - 〇〇の聞き方味い方[8]

NHKラジオ第2放送
- 3日 - ジャズはいかが[14]
- 4日 - 国語講座[8]
- 6日 - 科学の散歩[8]

### 1955年6月放送開始
朝日放送
- 13日 - 夫婦善哉

### 1955年7月放送開始
ラジオ東京
- 10日 - リクエスト・ミュージック

### 1955年10月放送開始
NHKラジオ第2放送
- 2日 - 原子力と新世界[15]

ニッポン放送
- 7日 - フジセイテツコンサート
- 9日 - 16万円の質問

新日本放送
- 5日 - 素人名人会（ラジオ版）

### 1955年11月放送開始
NHKラジオ第1放送
- 6日 - 音楽夢くらべ[15]
- 7日 - 名曲をたずねて[15]
- 9日 - NHK希望音楽会[15]
- 12日 - お笑い三人組[15]

## 終了番組

### 1955年3月放送終了
NHKラジオ第1
- 31日 - リズムパレイド[注 2][16]

### 1955年7月放送終了
新日本放送
- 26日 - 世界の交響楽団[17]